# قائمة عيون الأفلاج
هذه قائمة بعيون الأفلاج:

## قائمة العيون
- عين الرأس (الناقة)
- عين أم برج
- عين أم هيب
- عين الباطن
- عين الحجرة
- عين الشقيب
- عين الملاحة
- عين الحمام
- عين أم بط
- عين أم القطا
- العين الشرقية
- عين ابن أصمع
- عين الزباء
- عين المليحة
- عين الإبل
- عين طريم
- عين أم البقر
- عين الرويس
- عين الشقيبات
- عين بحران

## قائمة الجداول
- سمحان
- برابر
- العويد
- المنجور
- المدسوس
- الوجاج
- موافق
- سابر